# Gele pruimenzaagwesp
De gele pruimenzaagwesp (Hoplocampa flava) is een vliesvleugelig insect uit de familie van de bladwespen (Tenthredinidae). De wetenschappelijke naam van de soort werd in 1761 gepubliceerd door Carl Linnaeus. Deze soort bladwesp legt haar eieren in soorten van het geslacht Prunus.

## Veldkenmerken

### Adult
Het hoofd en mesonotum zijn bruin-gelig gekleurd. Het abdomen is zowel aan de bovenzijde als de onderzijde gelig van kleur met een glanzende gloed. De antenne en poten zijn geel. Het voorste paar vleugels heeft een gelige kleuring op ongeveer 2/3 van de vleugellengte. Het derde deel van de vleugellengte is transparant. De andere delen van de voorvleugel zijn transparant met uitzondering van de vleugeladers en het pterostigma, die geel van kleur zijn. Het achterste paar vleugels is transparant. De metathorax is bij beide geslachten voor het grootste deel zwart van kleur. De verschillen tussen mannelijke en vrouwelijke Hoplocampa flava zit hem vooral in verschillen in de thorax regio en het ontbreken van een legboor bij het mannetje. Op het middenstuk van de mesothorax heeft het mannetje een zwarte driehoekige vlek. Daarnaast lopen er longitudinale banden op de bovenzijde mesonotum en heeft het mannetje een zwarte schijf die van het mesonotum naar de top van het scutellum uitstrekt. Bij de vrouwtjes is slechts de groef van het middenstuk van het mesonotum zwart gekleurd. Verdere verschillen kunnen gevonden worden in de ocellaire regio, waar bij het vrouwelijke geslacht de ocelli omringd zijn met een zwarte kleur, terwijl de mannetjes een compleet zwart ocellair gebied hebben. Bij het vrouwtje zijn de lancetten van de legboor lang en dun en getand. De tanden zijn elk voorzien van 3-5 kartels. Voornamelijk de apicale tanden zijn goed ontwikkeld en zijn naar voren gericht.

### Ei
Het ei is vlak na afzetting vaak ovaal gevormd. Eieren zijn dan vaak 0,62 tot 0,67 millimeter in lengte en hebben een breedte van 0,25 millimeter. De vorm van het ei verandert na enkele tijd van ovaal naar een rondere vorm, mogelijk door de groei van de larve in het ei. De incubatietijd van de eieren kan tussen de 4 en 21 dagen liggen. Dit heeft voornamelijk te maken met het externe milieu.

### Larve
De larve is vrij gelijkend aan larven van andere soorten in het geslacht Hoplocampa. De larve heeft een cirkelvormig hoofd dat aan de bovenkant voorzien is van haartjes. Het voorhoofd (frons) is ook deels behaard en heeft een vijfhoekige vorm. De clypeus is kort en breed. Het labrum is nauw ovaal en is aan de onderkant licht getand. De epipharynx zit aan het labrum vast en is voorzien van 2 grote borstels. De ogen van de larve zijn zwart van kleur. De antennes zijn afgeplat en hierdoor is de onderscheiding van de segmenten moeilijk te zien. De mandibels zijn goed ontwikkeld en zijn voorzien van tandvormige structuren. De maxilla zijn vlezig en goed ontwikkelde structuren. De buik- en borst-segmenten zijn vrij gelijk over het abdomen. Op de thorax regio en het abdomen zijn spiracula aanwezig. De poten bij de thorax zijn lang en goed ontwikkeld met een tarsus die voorzien is van een klauw. De poten zijn goed geaderd en zijn aan het uiteinde bruinachtig van kleur. Verder heeft de larve op het abdomen meerdere propoten. Sommige larven bezitten tergieten die voorzien zijn van chitine. Meestal staan deze larven op het punt om te vervellen. Het eerste larve stadium is voornamelijk crèmekleurig. De ogen zijn bruin van kleur. De tergieten en het hoofd zijn gelig van kleur. Het tweede stadium lijkt veel op het eerste stadium maar is meer glimmend van kleur op het hoofd. De mandibels zijn daarnaast bruiner van kleur. De andere stadium lijken veel op het tweede stadium. De enige verschillen zijn de tergieten die langzaam geliger van kleur worden. In het vijfde en tevens laatste stadium van de larve worden deze tergieten weer lichter van kleur. De kop lijkt in dit stadium oranje van kleur en het lichaam van de rups is zeer langgerekt.

### Verschillen met andere soorten
De adulte wespen zijn gemakkelijk te onderscheiden van gelijkende soorten in het genus Hoplocampa, omdat het de enige bruin-gelige Hoplocampa is met donker getinte vleugels. Voornamelijk verwarring zou kunnen ontstaan met Hoplocampa chrysorrhoea en Hoplocampa fulvicornis, omdat deze soorten ook pruimenbomen bezoekt en rond dezelfde vliegt als de gele pruimenzaagwesp. Hoplocampa chrysorrhoea en Hoplocampa fulvicornis zijn echter van een kleiner formaat en hebben zwarte markeringen op het abdomen, in tegenstelling tot het geheel gele abdomen bij Hoplocampa flavia. De soort vertoont ook gelijkenissen met Hoplocampa crataegi, maar deze is van een meer glimmende kleur en heeft daarnaast doorschijnende vleugels. De soort Hoplocampa crataegi wordt vaak samen gezien met de soort Hoplocampa pectoralis, maar deze heeft soort heeft tevens doorschijnende vleugels en een meer zwart gekleurd hoofd en thorax. De twee laatst benoemde soorten hebben daarnaast een vliegtijd die niet overeen komt met die van de gele pruimenzaagwesp. De vliegtijd van deze soorten is namelijk 2 maanden later. De soort kan ten slotte nog verward worden met de appelzaagwesp (Hoplocampa testudinea), deze is groter en meer zwart van kleur, en met Hoplocampa alpina, maar deze is een stuk kleiner van formaat en heel bleker van kleur.

## Levenscyclus
Deze soort synchroniseert zijn volwassen levensfase met die van de bloei van de pruimenbomen. Rond de lente verschijnen de volwassen wespen, waarna de vrouwtjes eieren leggen in de kelk van de pruimenbloesem. Wanneer het vruchtbeginsel groeit komen de larven uit. Hierna graven de larven zich een weg naar het midden van het vruchtbeginsel. Wanneer het eerste vruchtbeginsel opgegeten is, gaat de larve op zoek naar een nieuw intact vruchtbeginsel. In deze soort gebeurt deze vruchtwisseling tot wel 5 keer per larve. Als de larve aan het einde van zijn laatste stadium is, laat deze zich naar de grond vallen. De larve graaft zich hierna in en spint uiteindelijk, na meerdere maanden in diapauze te zijn geweest, een cocon voor zichzelf. De volgende lente komt de volwassen wesp uit de pop en herhaalt de cyclus zich opnieuw.

## Bestrijdingsmethoden
Omdat deze soort schade toebrengt aan pruimen, heeft de soort een effect op de opbrengst in pruimenboomgaarden. Een invasie van deze soort kan grote opbrengstverliezen tot gevolg hebben. Daarom worden er bestrijdingsmethoden gebruikt om deze soort weg te houden in pruimenboomgaarden. Dit gebeurt voornamelijk met pesticiden. Er zijn tegenwoordig ook biologisch bestrijdingsmethoden tegen deze bladwesp.

### Pesticiden
Deze soort wordt voornamelijk bestreden met synthetisch geproduceerde pesticiden. Voornamelijk pyrethroïde en neonicotinoïde werden gebruikt voor bestrijding van deze soorten, omdat deze ook effectief bleken te werken op de appelzaagwesp. Van voornamelijk neonicotinoïde zijn in 2015 meerdere onderzoeken verschenen die de negatieve effecten van deze pesticide aan het licht brachten. Het gebruik van deze pesticide bleek een grote impact te hebben op de rest van het ecosysteem en is daarom vanaf 2018 verboden in Europa. De gebruikswijze van deze pesticiden is vaak gelijkend met de bestrijding van andere zaagwespen. Vlak voor het tevoorschijn komen van de bloesems wordt er een keer gespoten en daarnaast een tweede keer wanneer de bloesems in bloei staan. Omdat de specificiteit van de eerste gebruikswijze vaak niet genoeg is, wordt wel aangenomen dat spuiten wanneer de zaagwespen vliegen het effectiefst is. Deze aanpak is volledig gericht op het bestrijden van de volwassen wespen, in het bijzonder de vrouwtjes. Andere methodes richten zich ook wel op de larven. De larven zijn namelijk kwetsbaar in de zeer korte periode dat ze buiten de vrucht uitkomen en zich een weg naar binnen moeten graven. De incubatietijd is vrij onvoorspelbaar in verschillende gebieden en hierdoor is bestrijding moeilijk. Voornamelijk informatie over de vliegtijd van de volwassen wespen is bekend. Deze informatie is verzameld door middel van wit kleurige lijmvallen.

### Biologische bestrijding
Vanwege het feit dat de larven van deze soort in de bodem overwinteren, wordt er op het vlak van biologische bestrijding veel gebruikgemaakt van entomopathogene rondwormen. Soorten als Steinernema feltiae, Steinernema carpocapsae en Heterorhabditis bacteriophora bleken effectief in staat om de populaties van Hoplocampa flava te reduceren. Deze middelen zijn echter nog in opkomst en worden nog niet overal toegepast. Voornamelijk voor organische boeren zijn deze methoden van belang, aangezien deze soort een flinke reductie in pruimopbrengst kan veroorzaken. Naast het gebruik van entomopathogene rondwormen, wordt er als een vorm van biologische bestrijding vaak ook gebruik gemaakt van sluipwespen. Tot op heden is er echter nog geen sluipwesp gevonden die parasiteert op Hoplocampa flava. Naast deze methoden worden er in de boomgaarden ook vallen opgehangen die wit zijn. Deze worden voornamelijk gebruikt voor het monitoren van de soort.